# بحيرة كولومبيا
بحيرة كولومبيا هي البحيرة الرئيسية عند منابع نهر كولومبيا، في كولومبيا البريطانية بكندا. ويتغذى من عدة روافد صغيرة. تقع قرية كانال فلاتس في الطرف الجنوبي من البحيرة.

## جغرافيا
بحيرة كولومبيا هي بحيرة مياه عذبة تقع على طول الطريق السريع 93 و95، بين مراكز كانال فلاتس وفيرمونت هوت سبرينجز في كولومبيا البريطانية. يبلغ متوسط درجة الحرارة في شهر يوليو 18 درجة مئوية مما يجعلها أكبر بحيرة للمياه الدافئة في شرق كوتيناي. يبلغ متوسط عمقها 2.9 متر فقط (9 قدم 6 بوصات)، بحد أقصى 5.2 متر (17 قدم)، مع وضوح للمياه حيث تتمتع بحجم أقل بكثير من حركة القوارب مقارنة بجارتها الشمالية، بحيرة ويندرمير.
يمر نهر كوتيناي، أحد الروافد الرئيسية لنهر كولومبيا، على بعد بضعة آلاف من الأقدام من الطرف الجنوبي للبحيرة. مع ذوبان الثلوج في كوتيناي، يمر تيار كبير، يفيض أحيانًا إلى بحيرة كولومبيا، وتاريخيًا كانت قناة بيلي جرومان تربط بين المسطحين المائيين لتسهيل ملاحة القوارب البخارية (على الرغم من إجراء ثلاث رحلات فقط عبرها).

## روابط خارجية
- Website of the Columbia Lake Parks